# Muffelfärg
Muffelfärg (tyska Muffelfarben, från franskans moufle) är en äldre benämning på överglasyrfärger använda på glas eller keramik, där bränningen skedde i så kallade muffelugnar där godset var skyddat av en kapsel, en så kallad muff.
Färgämnet bestod av metalloxidpigment med tillsatser glasfluss, blandat med terpentin eller olja som bindemedel. Muffelfärgerna, som brändes i temperaturer runt 750 °C gav möjlighet till en betydligt rikare färgskala än de vid keramiktillverkning tidigare använda underglasyrfärgerna av metalloxid. Färgen är snarast identisk i sammansättningen med emaljfärg.